# Sankt Willibrord
Sankt Willibrord (ca. 658 – 7. november 739) var en northumbriask missionær, kendt som "Frisernes apostel". Han blev den første biskop af Utrecht og døde i Echternach i Luxembourg.

## Liv og gerning
Egbert var opsat på at missionere i Nordtyskland, men blev i et syn advaret mod det. Wigbert rejste dertil og kom i 689 tilbage til England efter to frugtesløse år. Willibrord var nu 31 år gammel og var præsteviet af Egbert i 688. Han ønskede at påtage sig den farlige opgave. 
I 690 vendte han hjem til England og fik tilladelse til at rejse til kontinentet. Samme år drog han videre med 11 engelske munke som Swithbert af Northumbria, Ewald den lyse og Ewald den mørke. De steg i land ved Rhinens udløb og drog til Utrecht. Der fik de audiens for Pipin II af Herstal, Karl Martells fader. Han støttede dem og opfordrede dem til at prædike i nedre Friesland, mellem Meuse og havet. 
Efter at missionen var etableret, rejste Willibrord til Rom for at få støtte fra pave Sergius 1. Han fik relikvier med sig, som var nødvendige for at kunne oprette permanente altre i kirker. 
Mens Willibrord var i Rom, blev Swithbert bispeviet: I 693 havde Wilfrid ordineret ham som missionsbiskop under et ophold i England. Det ser ud til, at Pipin ikke satte pris på det, for Swithbert flyttede hurtigt længere op ad Rhinen, mens Willibrord fortsatte i Friesland. I 695 drog han igen til Rom med et brev fra Pipin, som anbefalede, at han blev bispeviet. Den 21. november 695 blev han ærkebiskop for friserne, og Sergius overrakte palliet til ham. Fordi den nærmeste mindedag var for pave Clemens I den 23. november fik han navnet Clemens. 
Efter to uger i Rom rejste han tilbage med mandat til at organisere kirken i Friesland. Han brugte Canterbury ærkebispedømme som model og oprettede suffragansæder i udkanten. Af Pipin fik han fæstningen Wiltaberg, senere Utrecht, som sæde. 
Resultaterne af missionen var gode i områder, som blev styrede af frankerne. Men ellers var det vanskeligere, og han var hele tiden afhængig af beskyttelse fra verdslige herskere. Han rejste meget rundt og prædikede, byggede kirker og indsatte præster og munke. Han konsekrerede også flere biskopper til nye sæder. 
I 698 fik han jord af Irmina af Öhren, som var gift med Hugobert af Pfalz. Hun var Pipins svigermor og blev senere abbedisse. Willibrord grundlagde klosteret Echternach (nu Luxembourg) og ledede det som abbed. 
Han rejste også til Danmark, hvor han var den første missionær. Han købte 30 slavedrenge fri, og efter at have kristnet dem tog han dem med sig, men det førte ikke til yderligere missionsarbejde i Danmark. Under hjemfarten fra Danmark førte dårligt vejr til, at han måtte gå i land på Helgoland. Danerne og friserne regnede det for et helligt sted, og det var tabu at dræbe noget levende væsen, spise noget som voksede der eller hente vand fra en brønd, uden at det skete i fuldstændig stilhed. Willibrord ville demonstrere, at dette var overtro og dræbte nogen køer, døbte tre personer ved en kilde og talte højt imens. Ingenting skete, og de, som så på, var usikre på hvorfor, guden ikke greb ind. Men den frisiske hersker Radbod tog affære og ofrede en af Willibrords ledsagere for at mildne guden. 
På Walcheren gik det roligere for sig, og Willibrord omvendte mange. Han ødelagde også et gudebillede, og da den hedenske præst forsøgte at dræbe ham, undslap han og vendte tilbage til Utrecht. Det, at han undgik gudernes vrede, blev der lagt mærke til, og mange følte, at det gjorde hans budskab mere troværdigt. 
I 714 døde Pipin II, og året efter fordrev Radbod Willibrord fra Utrecht. Mange kirker blev ødelagt, og præster blev dræbt. Samme år fik Karl Martell en søn, Pipin den yngre, som blev døbt af Willibrord. Den yngre Pipin blev senere frankernes konge og var far til Karl den store. Willibrord virkede de næste år i Franken og Thüringen. Radbod døde i 719, og Willibrord kunne vende tilbage. Den østlige del af landet lå nu åbent for ham. 
Bonifatius var en stærk støtte for Willibrord, men efter tre år sammen drog han til Tyskland. De to skabte en speciel institution, korbiskopper (chorepiscopii), omvandrende biskopper som drog fra sted til sted for at hjælpe missionærer. 
Sine sidste år tilbragte Willibrord i Echternach. Han døde der 7. november 739, 81 år gammel. Han blev straks æret som helgen.